# İsmət Qayıbov
Ismət Ismayıl oğlu Qayıbov (eingedeutscht Ismät Gaibow; * 8. Oktober 1942 in Gəncə, damals Kirowabad, Aserbaidschanische Sozialistische Sowjetrepublik, UdSSR; † 20. November 1991 im Dorf Berdaschen, aserbaidschanisch Qarakənd, Rayon Martuni, Republik Aserbaidschan) war der erste Generalstaatsanwalt der Republik Aserbaidschan zu Beginn der 1990er Jahre.  

## Biographie
Qayıbov war in eine Lehrerfamilie hineingeboren. Seine Familie stammte ursprünglich aus der Provinz Qazax. Zu seinem direkten Verwandtschaftskreis gehörten Huseyn Afandi Gaibow, der über 30 Jahre Mufti von Transkaukasien war und der erste Militärpilot Aserbaidschans Farruch Agha Gaibow, der im Ersten Weltkrieg starb.
Qayıbov schloss 1967 die juristische Fakultät der Staatlichen Universität Baku ab. 1969 wurde er zum ersten Sekretär der Jugendorganisation Komsomol der Stadt Əli Bayramlı (heute Şirvan) ernannt. Zwei Jahre später begann seine berufliche Laufbahn bei der Staatsanwaltschaft der Aserbaidschanischen SSR im Stadtteil Səbail von Baku.
Im Juni 1975 rückte Qayıbov zum Staatsanwalt der Überwachungsabteilung der Staatsanwaltschaft der Stadt Baku vor. Dort übernahm er ein halbes Jahr später die Leitung der Generalüberwachungsinstanz. Von 1978 bis 1990 war Qayıbov als Staatsanwalt der Provinzen Ismayıllı, Əli Bayramlı und Sumqayıt tätig. Im August 1990 wurde er zum Generalstaatsanwalt Aserbaidschans ernannt.

## Ermordung
Gegen Ende des Jahres 1991 trat die armenisch-aserbaidschanische Auseinandersetzung im umgekämpften Gebiet Bergkarabach in ihre kriegerische Phase ein. In der Stadt Martuni (aserbaidschanisch Xocavənd) kam es zu diesem Zeitpunkt zu schweren Zusammenstößen zwischen den armenischen und aserbaidschanischen Einwohnern. Um sich ein Bild über die angespannte Lage rund um die Gegend zu verschaffen, begab sich eine Beobachtermission bestehend aus hohen aserbaidschanischen, russischen und kasachischen Staatsbeamten mit einem Mil-Mi-8 Militärhubschrauber von Ağdam nach Martuni. Zu dieser Delegation gehörte auch Generalstaatsanwalt Qayıbov. Unweit des Dorfes Berdaschen/Qarakənd (rund 3 Kilometer vom Stadtzentrum entfernt) geriet die Flugmaschine plötzlich unter Beschuss der armenischen Milizionären, die den Helikopter mit einer ZSU-23-4-Selbstfahrlafette und einem 2K12-Kub-Flugabwehrraketensystem zum Absturz brachten. Zusammen mit Qayıbov kamen alle 22 Insassen ums Leben. Er wurde zwei Tage später auf der Ehrenallee von Baku, genannt Fəxri Xiyaban, beigesetzt.

## Andenken
Nach Qayıbov benannt sind ein Fußballstadion in Baku, ein Öltanker und eine Reihe von Schulen und Straßen in Aserbaidschan.